# Circondario della Sprea-Neiße
Il circondario della Sprea-Neiße (in tedesco Landkreis Spree-Neiße; in lusaziano Wokrejs Sprjewja-Nysa) è un circondario rurale del Land tedesco del Brandeburgo.

Comprende 7 città e 23 comuni.

Il capoluogo è Forst (Lausitz), il centro maggiore Spremberg.

## Storia
Il circondario della Sprea-Neiße fu creato nel 1993 dall'unione dei 4 precedenti circondari di Cottbus-Land, Forst (Lausitz), Guben e Spremberg.

## Geografia fisica
Il circondario della Sprea-Neiße confina a nord con il Dahme-Spreewald e l'Oberhavel, ad ovest con l'Oberspreewald-Lausitz, a sud con i circondari di Görlitz e Bautzen (in Sassonia), ad est con la Polonia (Voivodato di Lubusz o distretto di Krosno Odrzańskie).

Il circondario circonda, ma non comprende, la città extracircondariale di Cottbus.

## Società

### Evoluzione demografica
- Sviluppo della popolazione dal 1875 entro gli attuali confini (linea blu: popolazione; linea puntata: confronto dello sviluppo della popolazione dello stato del Brandenburgo; sfondo grigio: ai tempi del governo nazista; sfondo rosso: al tempo del governo comunista).
- Sviluppo recente della popolazione (linea blu) e previsioni.

| Anno | Abitanti |
| ---- | -------- |
| 1875 | 101 025  |
| 1890 | 113 766  |
| 1910 | 138 428  |
| 1925 | 144 789  |
| 1933 | 152 241  |
| 1939 | 156 827  |
| 1946 | 174 693  |
| 1950 | 174 606  |
| 1964 | 172 833  |
| 1971 | 169 325  |
| 1981 | 165 870  |

| Anno | Abitanti |
| ---- | -------- |
| 1985 | 161 288  |
| 1989 | 158 063  |
| 1990 | 154 926  |
| 1991 | 150 875  |
| 1992 | 148 339  |
| 1993 | 149 606  |
| 1994 | 150 024  |
| 1995 | 150 364  |
| 1996 | 151 279  |
| 1997 | 151 830  |

| Anno | Abitanti |
| ---- | -------- |
| 1998 | 151 016  |
| 1999 | 150 171  |
| 2000 | 148 700  |
| 2001 | 145 929  |
| 2002 | 143 642  |
| 2003 | 141 256  |
| 2004 | 139 464  |
| 2005 | 136 896  |
| 2006 | 135 017  |
| 2007 | 132 798  |

| Anno | Abitanti |
| ---- | -------- |
| 2008 | 130 626  |
| 2009 | 128 470  |
| 2010 | 126 400  |
| 2011 | 121 571  |
| 2012 | 120 178  |
| 2013 | 118 899  |
| 2014 | 118 030  |
| 2015 | 117 635  |
| 2016 | 116 826  |
| 2017 | 115 456  |

| Anno | Abitanti |
| ---- | -------- |
| 2018 | 114 429  |
| 2019 | 113 720  |

Fonti dei dati sono nel dettaglio nelle Wikimedia Commons.

## Geografia antropica
Il circondario della Sprea-Neiße si compone di 5 città extracomunitarie (Amtsfreie Stadt), 3 comuni extracomunitari (Amtsfreie Gemeinde) e 3 comunità amministrative (Amt), che raggruppano complessivamente 2 città e 20 comuni.

### Città extracomunitarie (Amtsfreie Stadt)
- Drebkau
- Forst (Lausitz)
- Guben (media città di circondario)
- Spremberg (media città di circondario)
- Welzow

### Comuni extracomunitari (Amtsfreie Gemeinde)
- Kolkwitz
- Neuhausen/Spree
- Schenkendöbern

### Comunità amministrative (Amt)
| - Amt Burg, con i comuni: - Briesen - Burg - Dissen-Striesow - Guhrow - Schmogrow-Fehrow - Werben | - Amt Döbern-Land, con i comuni: - Döbern (città) - Felixsee - Groß Schacksdorf-Simmersdorf - Jämlitz-Klein Düben - Neiße-Malxetal - Tschernitz - Wiesengrund | - Amt Peitz, con i comuni: - Peitz (città) - Drachhausen - Drehnow - Heinersbrück - Jänschwalde - Tauer - Teichland - Turnow-Preilack |